# William Tatem (1er baron Glanely)
William James Tatum, 1er baron Glanely, né à Appledore dans le Devon le 6 mars 1868 et mort à Weston-super-Mare le 28 juin 1942,, est un entrepreneur et philanthrope britannique.

## Biographie
Son père meurt peu après sa naissance, et William Tatum s'engage sur un navire marchand à l'âge de 12 ans, faisant « le tour du Cap Horn ». Lorsqu'il a 18 ans, sa mère installe la famille à Cardiff. Il y trouve un emploi de clerc dans la compagnie maritime Anning Brothers. En 1897 il lance sa propre entreprise de fret maritime, grâce à laquelle il fait fortune. Cette même année il épouse Ada Williams. Leur unique enfant, un fils, naît l'année suivante mais meurt à l'âge de six ans. Dans les années 1910 il possède seize navires, qu'il vend en 1919 avant de racheter six nouveaux navires à bas prix quelques années plus tard, profitant de la contraction économique du début des années 1920,,.
En 1918 il est anobli par le roi George V à la demande du Premier ministre David Lloyd George : fait baron Glanely de St Fagans du comté de Glamorgan, il obtient le droit de siéger à la Chambre des lords. En 1919 il achète Exning House, un manoir du XVIIIe siècle dans le Suffolk, ainsi que des étables à proximité. Il se lance dans l'élevage de chevaux de course, et son cheval Grand Parade remporte la prestigieuse course hippique du Derby d'Epsom cette même année. Entre 1930 et 1941, ses chevaux remportent ensuite cinq autres courses majeures, dont les Oaks d'Epsom et le St. Leger Stakes,,,.
Il donne généreusement à l'université de Cardiff, dont il finance la construction de laboratoires scientifiques, ainsi qu'au Musée national de Cardiff, où une galerie a ainsi été nommée « gallerie Glenely ». Durant la guerre d'Espagne, il envoie deux de ses navires évacuer des réfugiés républicains du Pays basque espagnol, et finance une association caritative qui les aide à s'intégrer au pays de Galles.
Il est tué par un bombardement aérien allemand sur la ville de Weston-super-Mare en juin 1942, et inhumé dans le cimetière de cette même ville. Puisqu'il meurt sans descendance, son titre de baron s'éteint avec lui. Il est l'un des cinquante-six parlementaires britanniques morts à la Seconde Guerre mondiale et commémorés par un vitrail au palais de Westminster,,.